# Aloha Scooby-Doo!
Aloha, Scooby-Doo! je americký animovaný komediální film z února 2005. Snímek byl produkován společností Warner Bros., ale autorská práva a logo získala společnost Hanna-Barbera Cartoons. Jedná se o poslední film Raye Bumataie před jeho smrtí v říjnu roku 2005.

## Děj
Skupina cestuje na Havaj na bezplatný výlet se společností "Goha Aloha", pro kterou chce Daphne navrhnout novou kolekci plavek. Jdou se podívat na velkou surfařskou soutěž Kuhana Hanahuny. Soutěž byla dřív přístupná pouze pro domorodce, ale nyní ji místní starosta otevřel pro širokou veřejnost. Místním se to však nelíbí. Ve městě se objeví obávaný démon a unese Manu a návštěvníci akce jsou znepokojeni. Starosta však odmítá soutěž odložit. Démoni Tiki následně zaútočí na hostinu na počest starosty.
Naše skupina chce přijít záhadě na kloub a proto navštíví tetu Mahinu, která žije hluboko v džungli. Teta jim řekne, že démon Wiki-Tiki je rozzlobený na surfaře a na surfařskou soutěž. Poradí jim, ať jdou do jeskyně v džungli. V jeskyni je následně nahání upíři a démoni, kteří jeskyní chrání. Banda je uvězněna, ale za pomocí Shaggyho a Scoobyho se dostanou ven. Zjistí, že démoni nebyli skuteční, ale byli jen na dálku ovládaní roboti.
Po návratu na ostrov vše sdělí starostovi a následuje několik neúspěšných pokusů na chycení démona a na odhalení jeho pravé identity. Velma zjistí, že Snookie je expert v robotice a v raketovém inženýrství a že nejspíš on stojí za údajným démonem.
Manu a Snookie jsou následně odhaleni,lapeni a zatknuti. Starosta je naší skupince moc vděčný a za odměnu je nechá ubytované zadarmo a nechá je užít si dovolenou, jakou si po vyřešení takové velké záhady zaslouží.

## Obsazení
| Frank Welker | Fred Jones, Scooby-Doo |
| Casey Kasem  | Shaggy Rogers          |
| Grey DeLisle | Daphne Blakeová        |
| Mindy Cohn   | Velma Dinkleyová       |
| Mario Lopez  | Manu Tuiama            |
| Ray Bumatai  | Little Jim             |
| Teri Garr    | Major Molly Quinn      |
| Tia Carrere  | Snookie                |